# Parti communiste d'Allemagne - opposition
 (juin 2022).
Si vous disposez d'ouvrages ou d'articles de référence ou si vous connaissez des sites web de qualité traitant du thème abordé ici, merci de compléter l'article en donnant les références utiles à sa vérifiabilité et en les liant à la section « Notes et références ».
Pour les articles homonymes, voir KPO et Parti communiste en Allemagne.

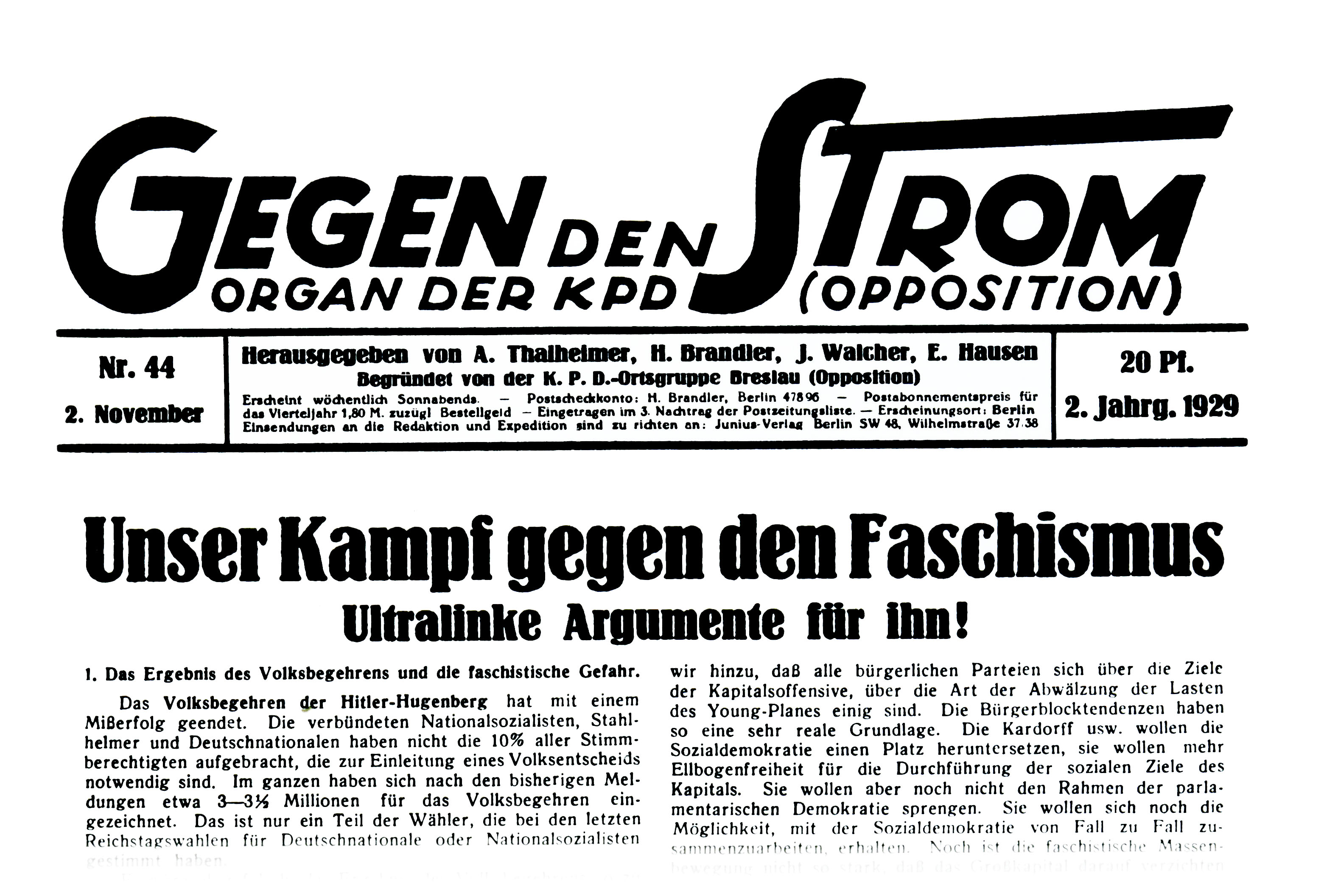
Gegen den Strom, le journal du Parti communiste d'Allemagne - opposition.

Le Parti communiste d'Allemagne - opposition (en allemand : Kommunistische Partei Deutschlands-Opposition ou Kommunistische Partei-Opposition, abrégé en KPD-O ou KPDO, ou KPO) était un parti politique allemand.

## Histoire
Le KPD-Opposition est formé en 1928-1929 par des membres exclus du Parti communiste d'Allemagne (KPD), ce parti étant alors intégralement stalinisé. 
Les principaux dirigeants du KPD-O sont Heinrich Brandler (d'où le terme de « brandlériens »), ainsi qu'August Thalheimer et Paul Frölich. Parmi les premiers membres, on compte Auguste et Irmgard Enderle, brandlériens exclus du Parti communiste. 
Le KPD-O publie le journal Gegen den Strom dont la devise est Wer zu den Quellen zurückwill, muss gegen den Strom schwimmen traduit par  « Qui veut revenir aux sources, doit nager à contre-courant ». 
Avec une quinzaine de partis et groupes similaires (dont le Bloc ouvrier et paysan espagnol), le KPD-O fonde en 1930 l'Opposition communiste internationale. 
En 1931, l'exclusion de l'aile gauche du Parti social-démocrate d'Allemagne (SDP) entraîne la création du Parti socialiste ouvrier d'Allemagne (SAP, ou SAPD). Une minorité du KPD-O, menée par Frolich, souhaite une fusion des deux groupes. En janvier 1932, cette minorité rejoint le SAP. 
Après avoir défendu en vain la constitution d'un front unitaire contre le nazisme, le parti est contraint à la clandestinité à partir de l'arrivée au pouvoir d'Hitler en 1933. La direction s'installe en exil à Paris. Les militants du KPD-O participent à la résistance allemande au nazisme. 
À partir de 1936, des militants exilés prennent part à la guerre d'Espagne au sein du camp républicain.
Après la Seconde Guerre mondiale, une partie des militants crée le Gruppe Arbeiterpolitik (de), qui existe toujours en 2010.

## Annexe